# Kvotrum (linjär algebra)
I linjär algebra är kvotrummet av ett vektorrum V med ett delrum W ett nytt vektorrum som erhålls genom att identifiera W med noll och vars element är sidoklasser till W  Detta rummet kallas kvotrummet och betecknas V / W. 

## Definition
Låt V vara ett vektorrum över en kropp K och W ett delrum av V. Sidoklassen till W {\displaystyle \subseteq }V definieras som {\displaystyle x+W=\{x+w:w\in W\}}.   
Vi definierar också en ekvivalensrelation {\displaystyle \sim } på V där {\displaystyle x\sim y} (eller {\displaystyle [x]=[y]}om {\displaystyle x-y\in W}.   
Kvotrummet {\displaystyle V/W} är då ett vektorrum vars element är sidoklasser till W och addition och multiplikation är   
```

  

    

      

        
(

        
x

        
+

        
W

        
)

        
+

        
(

        
y

        
+

        
W

        
)

        
=

        
(

        
x

        
+

        
y

        
)

        
+

        
W

      

    

    
{\displaystyle (x+W)+(y+W)=(x+y)+W}

  

```

```
   

  

    

      

        
a

        
(

        
x

        
+

        
W

        
)

        
=

        
a

        
x

        
+

        
W

      

    

    
{\displaystyle a(x+W)=ax+W}

  

```